# Abashirifängelset

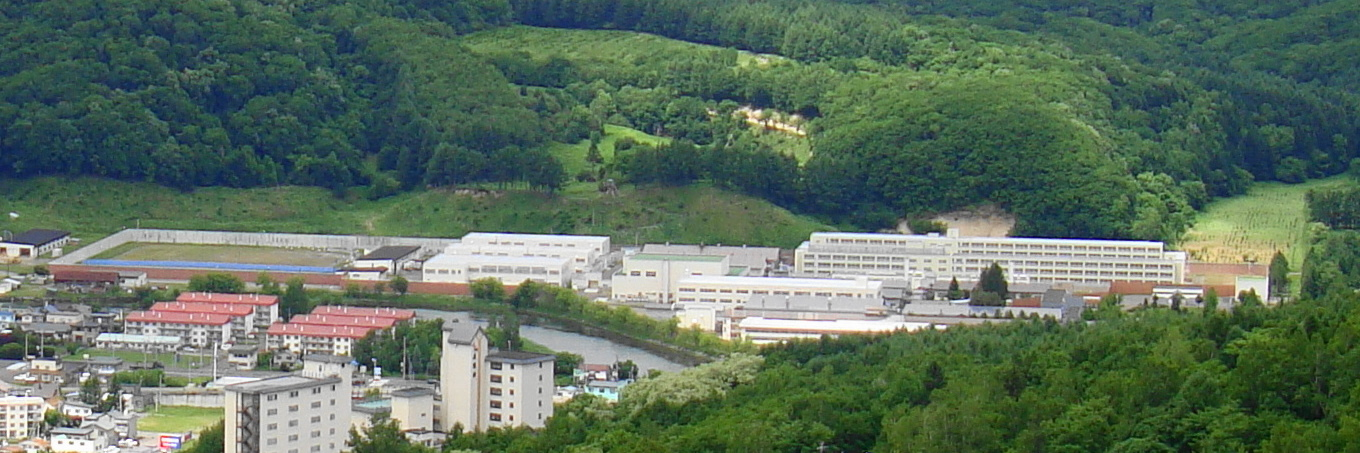
Abashirifängelset

Abashirifängelset (網走刑務所 Abashiri Keimusho?) är ett fängelse i Abashiri, Hokkaido prefektur som stod färdig 1890. Det är beläget nära Abashirifloden och öster om berget Tento och är Japans nordligaste belägna fängelse. Fångarna är dömda till fängelsestraff kortare än 10 år. Fängelsets äldre byggnader flyttades till Tentos bergsfot 1983 där de fungerar som Japans enda fängelsemuseum.

## Historik
I april 1890 skickade Meijiregeringen över tusen politiska fångar till den isolerade byn Abashiri och tvingade dem att bygga vägar för att förbinda byn med den mer folkrika södern. Abashirifängelset blev senare känt för att vara ett självförsörjande jordbruksfängelse och framhölls som exempel för andra fängelser i Japan.
Stora delar av fängelset brann ner 1909, men återuppbyggdes 1912. Det fick sitt nuvarande namn 1922. 1984 flyttade fängelset till ett modernt armerat betongkomplex.
Genom filmen Abashiri Prison från 1965 och dess uppföljare blev fängelset en populär turistattraktion. Fängelset är också känt för sina nipopo(ja), en typ av trädockor som snids av fångarna.

## Museum

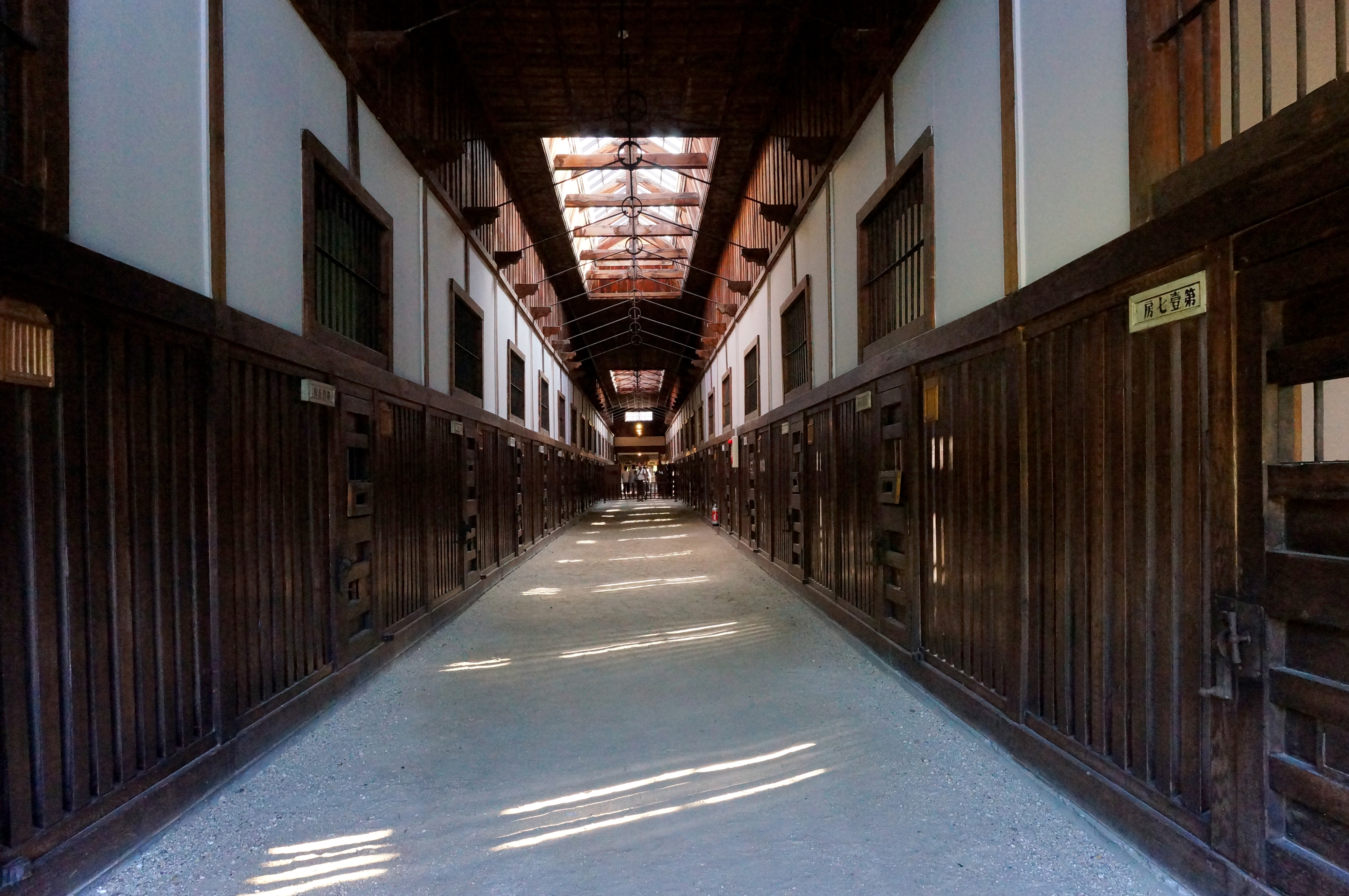
Interiör från fängelsemuseet

År 1983 flyttades fängelsets äldre delar till foten av berget Tento och fungerar som Abashiri fängelsemuseum (博物館網走監獄, Hakubutsukan Abashiri kangoku). Det är det enda fängelsemuseet i landet. Flera av byggnaderna är officiella kulturarv i Japan.